# Thomas Huschke
Thomas Huschke (Berlín, 29 de diciembre de 1947) es un deportista de la RDA que compitió en ciclismo en la modalidad de pista, especialista en las pruebas de persecución.
Participó en dos Juegos Olímpicos de Verano, obteniendo en total dos medallas, plata en Múnich 1972, en la prueba de persecución por equipos (junto con Heinz Richter, Herbert Richter y Uwe Unterwalder), y bronce en Montreal 1976, en persecución individual.
Ganó seis medallas en el Campeonato Mundial de Ciclismo en Pista entre los años 1970 y 1975.

## Medallero internacional
| Juegos Olímpicos   | Juegos Olímpicos        | Juegos Olímpicos  | Juegos Olímpicos            |
| Año                | Lugar                   | Medalla           | Competición                 |
| ------------------ | ----------------------- | ----------------- | --------------------------- |
| 1972               | Múnich (RFA)            | Medalla de plata  | Persecución por equipos     |
| 1976               | Montreal (Canadá)       | Medalla de bronce | Persecución individual      |
| Campeonato Mundial |                         |                   |                             |
| Año                | Lugar                   | Medalla           | Competición                 |
| 1970               | Leicester (Reino Unido) | Medalla de plata  | Persecución por equipos (A) |
| 1971               | Varese (Italia)         | Medalla de plata  | Persecución por equipos (A) |
| 1974               | Montreal (Canadá)       | Medalla de plata  | Persecución por equipos (A) |
| 1974               | Montreal (Canadá)       | Medalla de bronce | Persecución individual (A)  |
| 1975               | Rocourt (Bélgica)       | Medalla de oro    | Persecución individual (A)  |
| 1975               | Rocourt (Bélgica)       | Medalla de bronce | Persecución por equipos (A) |